# ليو كوستا
ليو كوستا (بالبرتغالية: Leonardo Fabrício Soares da Costa‏) (3 مارس 1986 بساو جوزيه دوس كامبوس في البرازيل - ) هو لاعب كرة قدم برازيلي في مركز الوسط. لعب مع باوليستا وجمعية بورتوغيزا الرياضية وزبرويوفكا برنو وسانتو أندريه ونادي بونتي بريتا ونادي ريو برانكو ونادي غواراني ونادي فيتوريا وأورينتي بيتروليرو ونادي فيلا نوفا وإيتومبيارا سبورت ‏ وأونياو ساو جواو ‏ ونادي ريو كلارو فوتيبول وأتلتيكو لينينسي ونادي ساو بيرناردو.

## وصلات خارجية
- ليو كوستا على موقع قاعدة بيانات كرة القدم.إي يو (الإنجليزية)
- ليو كوستا على موقع Soccerway.com (الإنجليزية)